# حوزه معنایی
در زبان‌شناسی، حوزه معنایی مجموعه‌ای از کلمات مرتبط است که از دید معناشناختی (با معنیشان) دسته‌بندی می‌شوند و به موضوعی مشخص اشاره دارند. این اصطلاح همچنین در انسان‌شناسی، نشانه‌شناسی رایانشی و تفسیر فنی استفاده می‌گردد.